# Parijse polyglotbijbel
De Parijse polyglotbijbel was de derde van de in totaal vier grote polyglotbijbels die in de zestiende en zeventiende eeuw in Europa werden gedrukt. De eerste twee waren de Complutensische polyglotbijbel (1514 -1517) en de Antwerpse polyglotbijbel (1568-1572). De vierde was de Londense polyglotbijbel (1654-1657).
Deze bijbel werd in negen delen uitgebracht met in totaal tien banden. De eerste vier delen waren in 1629 gereed. Het laatste deel in 1645. Het is dan ook de meest omvangrijke van de vier polyglotbijbels. Deze bijbel is in typografisch opzicht de fraaiste van de vier. Ook de kwaliteit van de kaarten en afbeeldingen is superieur aan die van de andere polyglotbijbels. Het is echter in wetenschappelijk opzicht de minste van de vier. Deze bijbel had ook niets van een kritisch apparaat.  Iedere vorm van een notatiesysteem van aan- en kanttekeningen, verduidelijkingen, nadere toelichting, etc.  ontbrak.    

## Achtergrond
De eerste gedachten over een nieuwe polyglotbijbel als opvolger van de Antwerpse polyglotbijbel, gedrukt tussen 1569 en 1572, ontstonden in Rome. Daar waren nieuwe contacten ontstaan met het Oosters christendom. Vanuit Rome werd getracht deze vaak geïsoleerde gemeenschappen weer in de Rooms-Katholieke Kerk te brengen. Binnen die gemeenschappen waren nog voor Rome onbekende manuscripten aanwezig en had men de vaardigheden die ook te vertalen. Paus Gregorius XIII had in 1584 voor een van die groeperingen het College van maronieten gesticht. De motieven voor het maken van een nieuwe grote polyglotbijbel verschoof dan ook van kritische Bijbelstudie naar missie-ijver richting aanhangers van oosterse tradities in het christendom. 
Deze gedachten werden opgepikt door in Rome verblijvende Fransen zoals de ambassadeur bij de Heilige Stoel, de oriëntalist François Savary de Brèves. Deze was eerder ambassadeur in Contantinopel geweest, sprak Turks en Arabisch en had een uitgebreide verzameling manuscripten. Hij had tevens een eigen drukkerij en had lettertypes laten maken om in het Arabisch, Turks, Perzisch en Aramees te kunnen drukken. Hij wist zijn zwager Jacques-Auguste de Thou te interesseren voor het idee dat een nieuwe polyglotbijbel een Franse onderneming zou moeten zijn. Als hij zich in 1614 weer in Frankrijk vestigt, wordt hij vergezeld van een aantal maronieten, zoals Gabriel Sionita en John Hesronita die onderdelen van de nieuwe polyglot zouden kunnen vertalen. Hij wist voor hen een jaarlijks stipendium te organiseren en Sionita werd benoemd als hoogleraar Semitische talen aan de Sorbonne. Hij wist ook de steun te verwerven voor het project van kardinaal Jacques Davy du Perron. In 1617 overleed echter de Thou en in 1618 de kardinaal. François Savary de Brèves was een van de adviseurs van Maria de' Medici. Na de moord op Concino Concini valt hij in ongenade bij de koning en het hof. In die omstandigheden kwam het  project voor een nieuwe polyglotbijbel geheel tot stilstand.  

## Een nieuwe start
Een nieuwe start werd gemaakt toen Guy Michel Le Jay, de advocaat van het Franse parlement en een vermogend man zich garant stelde voor de kosten van het project. Hij trok ook andere mensen aan, zoals de theoloog en oratoriaan Jean Marin die zich bekeerd had van het calvinisme naar het katholicisme. Morin zag  in een nieuwe polyglotbijbel kansen om de toen recent ontdekte  tekst van de Samaritaanse Pentateuch op te nemen. Hij was van opvatting dat die tekst aanzienlijk authentieker was dan de Masoretische tekst. John Hesronita was naar Italië teruggekeerd. Le Jay trok twee andere maronieten aan naast Gabriel Sionita die in Frankrijk was gebleven. Antoine Vitré werd de drukker van alle delen van de polyglotbijbel. Vitré was in het bezit gekomen van de lettertypes van Savary de Brèves.

## De bijbel

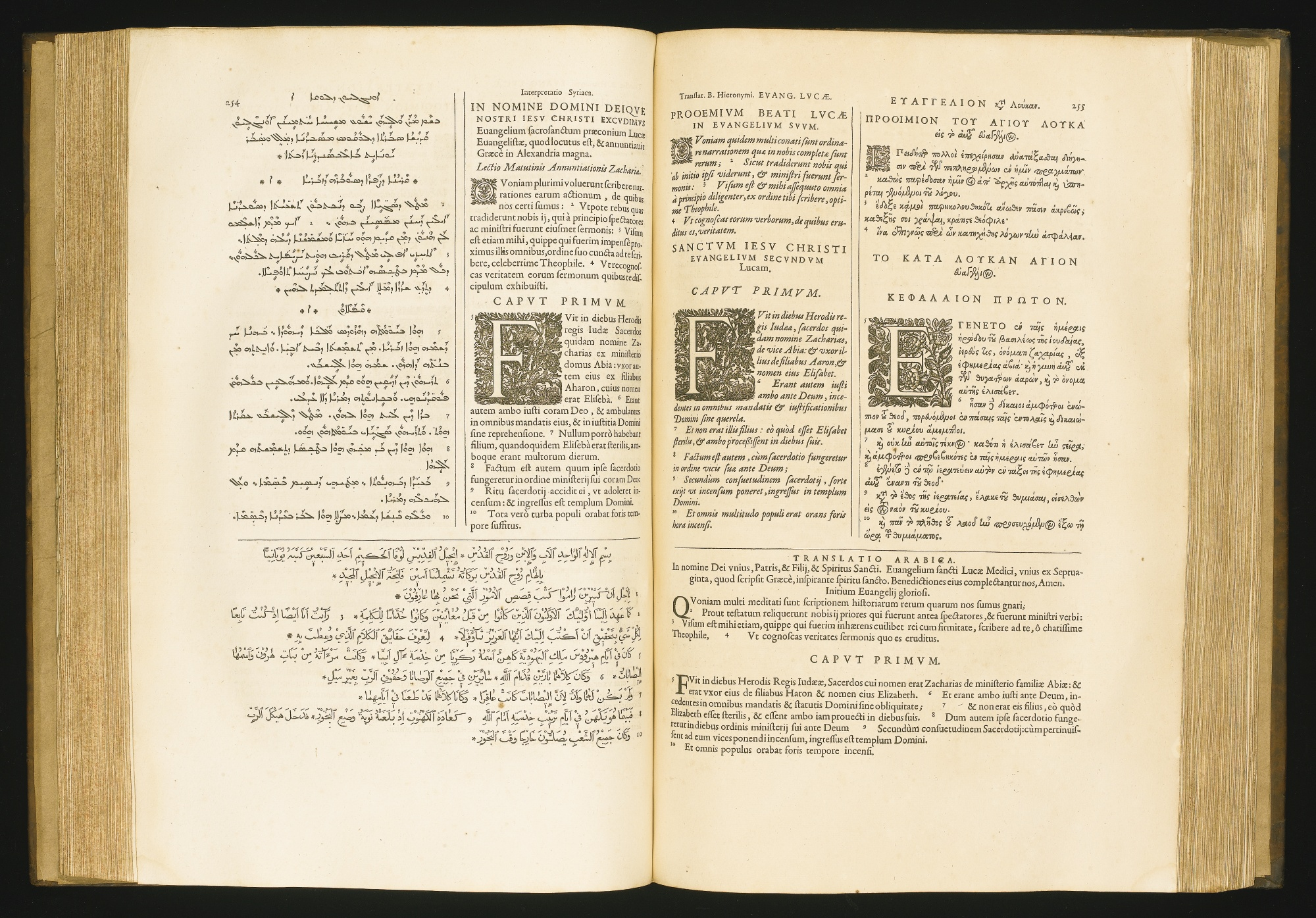
Een tekst uit het Nieuwe Testament

De Parijse polyglotbijbel is in belangrijke mate gebaseerd op de Antwerpse polyglotbijbel. De eerste vier delen die in 1629 gepubliceerd werden waren feitelijk een herdruk van de Antwerpse bijbel. Het vijfde en zesde deel bevatte het Nieuwe Testament zoals dat ook deel uitmaakte van de Antwerpse bijbel. Nieuwe elementen in deze delen waren een versie in het Syrisch en Arabisch met een Latijnse vertaling. Het Arabisch was gebaseerd op een tekst van Saadia Gaon (882- 942) in het Judeo-Arabisch die deel had uitgemaakt van de Constantinopel polyglot van 1546. Sionita transcribeerde die tekst in het Arabisch alfabet.  Nieuwe elementen in de andere delen waren een Syrische en Arabische versie van het Oude Testament met Latijnse vertalingen en de tekst van de  Samaritaanse Pentateuch met daarnaast de tekst in het Hebreeuws en eveneens een Latijnse vertaling. 
Het tempo waarin de delen gedrukt konden worden was traag. Dat gold met name voor die delen waar versies van het Oude Testament in voorkwamen. Sionita was daar voor de redactie verantwoordelijk. Hij was echter de enige die daaraan werkte. De achtste band werd in 1635 gedrukt. Le Jay realiseerde zich dat hij grote financiële risico's liep. Als er vijf jaar later nog steeds geen sprake van is dat de laatste delen gedrukt zouden kunnen worden, laat hij met hulp van kardinaal de Richelieu Sionita in 1640 gevangen zetten. Sionita kwam pas weer vrij na zijn belofte dat hij zijn werk dat jaar gereed zou hebben. De laatste banden werden in 1642 en 1645 gedrukt. 
Het project leidde uiteindelijk tot het totale bankroet van Le Jay. Richelieu had in een eerder stadium aangegeven de drukkosten te willen financieren als het onder zijn naam gepubliceerd zou worden. Daarmee zou Richelieu een soortgelijke positie gaan bekleden als Francisco Jiménez de Cisneros, de kardinaal die de drijvende kracht was achter de eerste grote polyglotbijbel, de Complutensische polyglotbijbel. Le Jay had dat aanbod geweigerd. De belangstelling voor deze Parijse polyglotbijbel was ook niet groot. De gekozen opzet leidde er bijvoorbeeld toe dat als een lezer een bijbeltekst in alle talen van de polyglot wilde zien, er twee delen opengeslagen moesten worden. Engelse boekhandelaren boden aan 600 exemplaren te kopen voor ongeveer de helft van de oorspronkelijk prijs van aanschaf. Ook dat aanbod werd door LeJay geweigerd. Uiteindelijk is een aanzienlijk aantal delen als oud papier van de hand gedaan. Deze polyglotbijbel werd ook overvleugeld door de kort daarna in 1657 gepubliceerde Londense polyglotbijbel die in wetenschappelijk opzicht superieur was aan de Parijse. 